# ابازالی
ابازالی (به لاتین: Abazallı) یک منطقه مسکونی در جمهوری آذربایجان است که در شهرستان جلیل‌آباد واقع شده‌است. ابازالی ۸۲۳ نفر جمعیت دارد.